# Bedina Varoš
Bedina Varoš (izvirno srbsko Бедина Варош) je naselje v Srbiji, ki upravno spada pod Občino Ivanjica; slednja pa je del Moraviškega upravnega okraja.

## Demografija
V naselju, katerega izvirno (srbsko-cirilično) ime je Бедина Варош, živi 1284 polnoletnih prebivalcev, pri čemer je njihova povprečna starost 35,6 let (34,9 pri moških in 36,4 pri ženskah). Naselje ima 479 gospodinjstev, pri čemer je povprečno število članov na gospodinjstvo 3,51.
To naselje je, glede na rezultate popisa iz leta 2002, večinoma srbsko, a v času zadnjih 3 popisov je opazen porast števila prebivalcev.
|  |

| Demografija | Demografija     | Demografija     |
| Leto        | Št. prebivalcev | Št. prebivalcev |
| ----------- | --------------- | --------------- |
|             |                 |                 |
|             |                 |                 |
|             |                 |                 |
|             |                 |                 |
| 1948        | 852             |                 |
| 1953        | 945             |                 |
| 1961        | 933             |                 |
| 1971        | 853             |                 |
| 1981        | 1135            |                 |
| 1991        | 1478            | 1476            |
| 2002        | 1685            | 1681            |
|             |                 |                 |

| Etnična sestava po popisu iz leta 2002 | Etnična sestava po popisu iz leta 2002 | Etnična sestava po popisu iz leta 2002 | Etnična sestava po popisu iz leta 2002 | Etnična sestava po popisu iz leta 2002 |
| -------------------------------------- | -------------------------------------- | -------------------------------------- | -------------------------------------- | -------------------------------------- |
| Srbi                                   | Srbi                                   |                                        | 1.673                                  | 99,52%                                 |
| Črnogorci                              | Črnogorci                              |                                        | 3                                      | 0,17%                                  |
| Rusi                                   | Rusi                                   |                                        | 1                                      | 0,05%                                  |
| Muslimani                              | Muslimani                              |                                        | 1                                      | 0,05%                                  |
| Neznano                                | Neznano                                |                                        | 3                                      | 0,17%                                  |